# العرايكيب (تاخلطيت)
العرايكيب هو دُوَّار يقع بجماعة تاركا وساي، إقليم كلميم، جهة كلميم واد نون في المملكة المغربية. ينتمي الدوّار لمشيخة تاخلطيت التي تضم 8 دواوير. يقدر عدد سكانه بـ 90 نسمة حسب الإحصاء الرسمي للسكان والسكنى لسنة 2004.

## روابط خارجية
- البوابة الوطنية للجماعات الترابية
- المندوبية السامية للتخطيط